# Bataille de Mammès (688)
Conquête musulmane du Maghreb
Batailles
- Sufétula
- Tahouda
- Mammès
- Carthage
- Oued Nini
- Tabarka

La bataille de Mammès se déroule en 688, dans la plaine de Mammès, à l'Est de Timgad (dans l'actuelle Aurès, en Algérie), entre les armées du général omeyyade Zouhaïr ibn Qaïs et celles du chef berbère Koceïla. La bataille est remportée par les Omeyyades, Koceïla est tué et Kairouan est reconquise.

## Contexte
En 681, le général omeyyade Oqba bn Nafi mène une expédition à travers le Maghreb, atteignant finalement l'océan Atlantique, et marchant aussi loin au sud que les rivières de Drâa et Souss. Au retour vers sa base militaire, Kairouan, il est embusqué à Tahouda, au sud de l'Aurès, par une armée berbère et byzantine coalisée par le chef berbère Koceïla, et est défait et tué. Koceïla détient alors la maîtrise incontestée sur l'Ifriqiya (actuelle Tunisie et Est de l'Algérie), et marche triomphalement sur Kairouan. 
En 685, Abd al-Malik ibn Marwan est nommé calife. Il ordonne immédiatement au général Zouhaïr ibn Qaïs, qui est alors stationné à Barqa (dans l'actuelle Libye), de mener une armée pour reprendre l'Ifriqiya, et sa capitale, Kairouan.

## Déroulement
Afin de monter une plus forte résistance, Koceïla prend position dans les montagnes des Aurès, dans lequel il peut gérer sa retraite en cas de défaite, alors que le général omeyyade Zouhaïr prend la décision de camper à l'extérieur de Kairouan, près des ressources d'eau.
Après une grosse bataille dans la vallée de Mammès, les envahisseurs omeyyades réussissent finalement à vaincre les troupes défensives et tuer leur roi légendaire, Koceïla.

## Conséquences
Le général omeyyade Zouhaïr installe une petite garnison à Kairouan et ses troupes retournent à Barqa pour lutter contre les envahisseurs byzantins. De nouveaux navires byzantins débarquent avec un grand nombre de soldats, défont les troupes arabes et tuent Zouhaïr.
Kahina succède au défunt Koceïla en tant que chef de guerre des tribus berbères et s'oppose aux envahisseurs omeyyades. Au même moment, un général omeyyade, Hassan ibn Numan, part d'Égypte et s'empare de Carthage et d'autres villes. Cherchant un autre ennemi à vaincre, on lui a dit que le monarque le plus puissant de l'Ifriqiya est Kahina, et par conséquent, il est allé à sa rencontre. En 698, les armées se font face à l'oued Nini, une rivière située dans l'Est de l'actuelle Algérie. Dans l'affrontement qui s'ensuit, Kahina vainc Hassan si lourdement, qu'il fuit la province d'Ifriqiya et se réfugie en Cyrénaïque pendant 5 années.

## Référencement